# Campionati europei juniores di sci alpino 1979
I Campionati europei juniores di sci alpino 1979, 7ª edizione della manifestazione organizzata dalla Federazione Internazionale Sci, si svolsero in Austria, ad Achenkirch; il programma incluse gare di discesa libera, slalom gigante e slalom speciale, sia maschili sia femminili.

## Risultati

### Uomini

#### Discesa libera
| Pos. | Atleta                 | Nazione  |
| ---- | ---------------------- | -------- |
| 1    | Erwin Resch            | Austria  |
| 2    | Gerhard Pfaffenbichler | Austria  |
| 3    | Bruno Kernen           | Svizzera |

#### Slalom gigante
| Pos. | Atleta              | Nazione  |
| ---- | ------------------- | -------- |
| 1    | Christian Orlainsky | Austria  |
| 2    | Ernst Hinterseer    | Austria  |
| 3    | Joël Gaspoz         | Svizzera |

#### Slalom speciale
| Pos. | Atleta                | Nazione  |
| ---- | --------------------- | -------- |
| 1    | Christian Orlainsky   | Austria  |
| 2    | Joël Gaspoz           | Svizzera |
| 3    | Lars-Göran Halvarsson | Svezia   |

### Donne

#### Discesa libera
| Pos. | Atleta            | Nazione |
| ---- | ----------------- | ------- |
| 1    | Andrea Haaser     | Austria |
| 2    | Christa Puschmann | Austria |
| 3    | Heidi Riedler     | Austria |

#### Slalom gigante
| Pos. | Atleta        | Nazione        |
| ---- | ------------- | -------------- |
| 1    | Traudl Hächer | Germania Ovest |
| 2    | Andrea Haaser | Austria        |
| 3    | Heidi Riedler | Austria        |

#### Slalom speciale
| Pos. | Atleta              | Nazione        |
| ---- | ------------------- | -------------- |
| 1    | Regine Mösenlechner | Germania Ovest |
| 2    | Traudl Hächer       | Germania Ovest |
| 3    | Olga Charvátová     | Cecoslovacchia |

## Medagliere per nazioni
| Pos. | Nazione        | Oro | Argento | Bronzo | Totale |
| ---- | -------------- | --- | ------- | ------ | ------ |
| 1    | Austria        | 4   | 4       | 2      | 10     |
| 2    | Germania Ovest | 2   | 1       | 0      | 3      |
| 3    | Svizzera       | 0   | 1       | 2      | 3      |
| 4    | Cecoslovacchia | 0   | 0       | 1      | 1      |
| 4    | Svezia         | 0   | 0       | 1      | 1      |